# Un mois de dimanches
Un mois de dimanches (titre original en anglais A Month of Sundays) est un roman de l'écrivain américain John Updike publié originellement le 12 janvier 1975 aux États-Unis et en français le 27 mai 1977 aux éditions Gallimard. Il s'agit du premier volume de la trilogie de « La Lettre écarlante » auquel succéderont Ce que pensait Roger (1986) et S (1988).

## Réception critique
À sa parution The New York Times considère qu'il s'agit, malgré quelques bons aphorismes, d'un roman assez faible de l'un des meilleurs écrivains américains.

## Éditions
- (en) A Month of Sundays, Alfred A. Knopf Publishers, 1975  (ISBN 9780394497327)
- Un mois de dimanches, éditions Gallimard, 1977  (ISBN 9782070296804), 240 p.
- (en) A Month of Sundays, Random House, 1996  (ISBN 978-0449912201)
- Un mois de dimanches, coll. « Folio » no 2613, éditions Gallimard, 1994  (ISBN 9782070389018), 256 p.